# Pickering (cráter)
Pickering es un pequeño cráter de impacto localizado al noreste de la llanura del desgastado cráter Hipparchus, en la zona plana que ocupa la región central de la Luna. Se encuentra al noreste del cráter Horrocks, situado dentro de Hiparco. Al sureste se halla el cráter inundado de lava Saunder.
|  |

Es un impacto con forma de cuenco, con un borde circular que ha sufrido muy poco desgaste. Tiene un sistema de marcas radiales que se extiende a lo largo de unos 160 kilómetros.

## Cráteres satélite
Por convención estos elementos son identificados en los mapas lunares poniendo la letra en el lado del punto medio del cráter que está más cercano a Pickering.
|           | \| Pickering \| Coordenadas \| Diámetro \| \| --------- \| ------------------------- \| -------- \| \| A \| 1°30′S 7°06′E / -1.5, 7.1 \| 5 km \| \| B \| 2°06′S 7°24′E / -2.1, 7.4 \| 6 km \| \| C \| 1°30′S 6°06′E / -1.5, 6.1 \| 4 km \| |          |
| Pickering | Coordenadas | Diámetro |
| A         | 1°30′S 7°06′E / -1.5, 7.1 | 5 km     |
| B         | 2°06′S 7°24′E / -2.1, 7.4 | 6 km     |
| C         | 1°30′S 6°06′E / -1.5, 6.1 | 4 km     |